# 大賀祥治
大賀 祥治（おおが しょうじ、1954年 - ）は、日本の生物学者。九州大学大学院農学研究院環境農学部門森林環境科学講座教授、同大学農学部附属演習林教授、同大学総合研究博物館教授、九州大学名誉教授。学位は、農学博士。専門は、きのこ学・森林資源学（特に、食用・薬用キノコの生理特性や生産技術、森林の木材腐朽菌及び菌根菌）。

## 経歴
1954年、岡山県玉野市生まれ。香川大学大学農学部農芸化学科卒業、九州大学大学院農学研究科林産学専攻修士課程修了。
九州大学助手、助教授、教授を経て、現職。この間、英国国立国際園芸学研究所客員研究員、ロンドン大学キングス校客員研究員、韓国国立忠北大学客員研究員、中国吉林農業大学客員研究員などを歴任。九州大学発ベンチャー企業「株式会社マッシュピア」会長、「ヒマラヤンバイオ・ジャパン株式会社」代表でもある。

## 受賞歴
- 第23回森喜作賞（2000年度）
- 第42回日本木材学会賞（2001年度）
- 第7回日本きのこ学会賞（2006年度）
- 第7回日中韓大学院生フォーラム最優秀賞（20014年度）

## 著書
- 『Future of Mushroom Production and Biotechnology』Marcel Dekker, Inc., New York (1997)
- 『キノコを科学する』（共著） 地人書館（2001年）
- 『生活環境論』（共著） 地人書館（2002年）
- 『木材科学講座11 バイオテクノロジー』（共著） 海青社（2002年）
- 『キノコ学への誘い』（編著） 海青社（2004年）
- 『元気に生きる本』（共著） 東洋医学舎（2004年）
- 『きのこ年鑑』（共著） プランツワールド（2004年）
- 『木のびっくり話100』（共著） 講談社（2005年）
- 『菌類の辞典』（共著）朝倉書店（2013年）
- 『世界を駆けたキノコ学者』（編著） アイメディア（2018年）